# خوسيه رودريغو لوغو
خوسيه رودريغو لوغو (بالإسبانية: José Rodrigo Lugo)‏ (19 يوليو 1997 في المكسيك - ) هو لاعب كرة قدم مكسيكي في مركز الوسط.

## وصلات خارجية
- خوسيه رودريغو لوغو على موقع قاعدة بيانات كرة القدم.إي يو (الإنجليزية)
- خوسيه رودريغو لوغو على موقع Soccerway.com (الإنجليزية)